# Thomas Kruse
Thomas Kruse (født 18. juli 1943) er uddannet arkitekt, men arbejder som maler, grafiker og scenograf.
Han har siden 1960erne illustreret børnebøger, fagbøger, tidsskrifter, digtsamlinger, pladeomslag og plakater. I en periode fra 1968 til 1978 var han medlem af gruppen Røde Mor. Kruse arbejder med et figurativt billedsprog, som levende og fortællende bl.a. beskriver mennesket og hverdagen. Thomas Kruse har i mange år arbejdet med kunst- og kulturprojekter sammen med børn, han har bl.a. udsmykket mere end 60 skoler sammen med eleverne.
Thomas er pt. formand for Midtbyens Fællesråd i Aarhus og også kendt om grundlægger af Børnenes Jord.